# Бленда

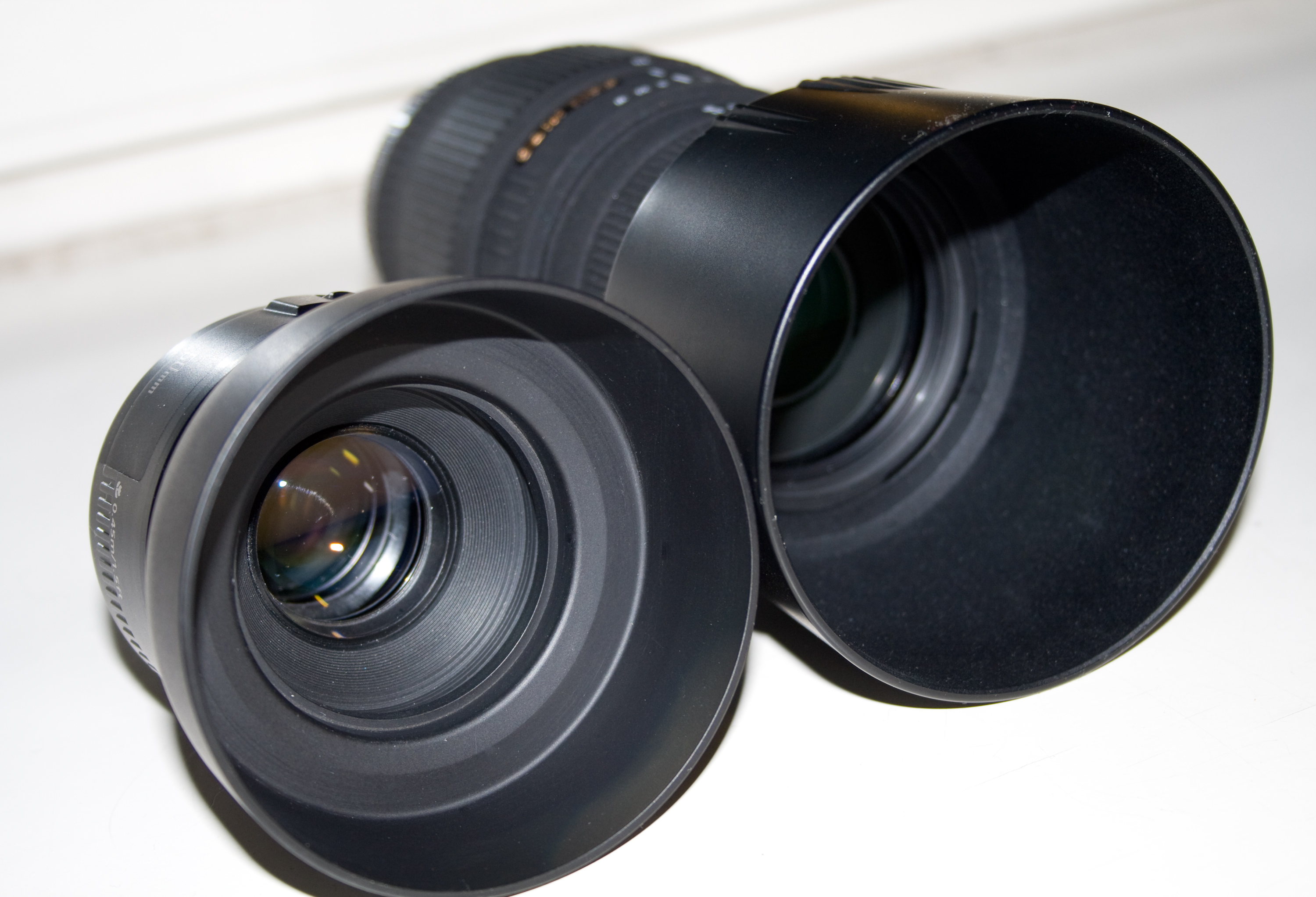
Об'єктиви Canon EF 50mm/1.8 II й Sigma AF70-300mm f/4-5.6 APO MACRO з блендами

Схема відблисків лінзи. Бленда розміщена таким чином, що не відбувається блокування кутового поля зору об'єктива, але ефективно блокує сонячне світло або світло з іншого джерела

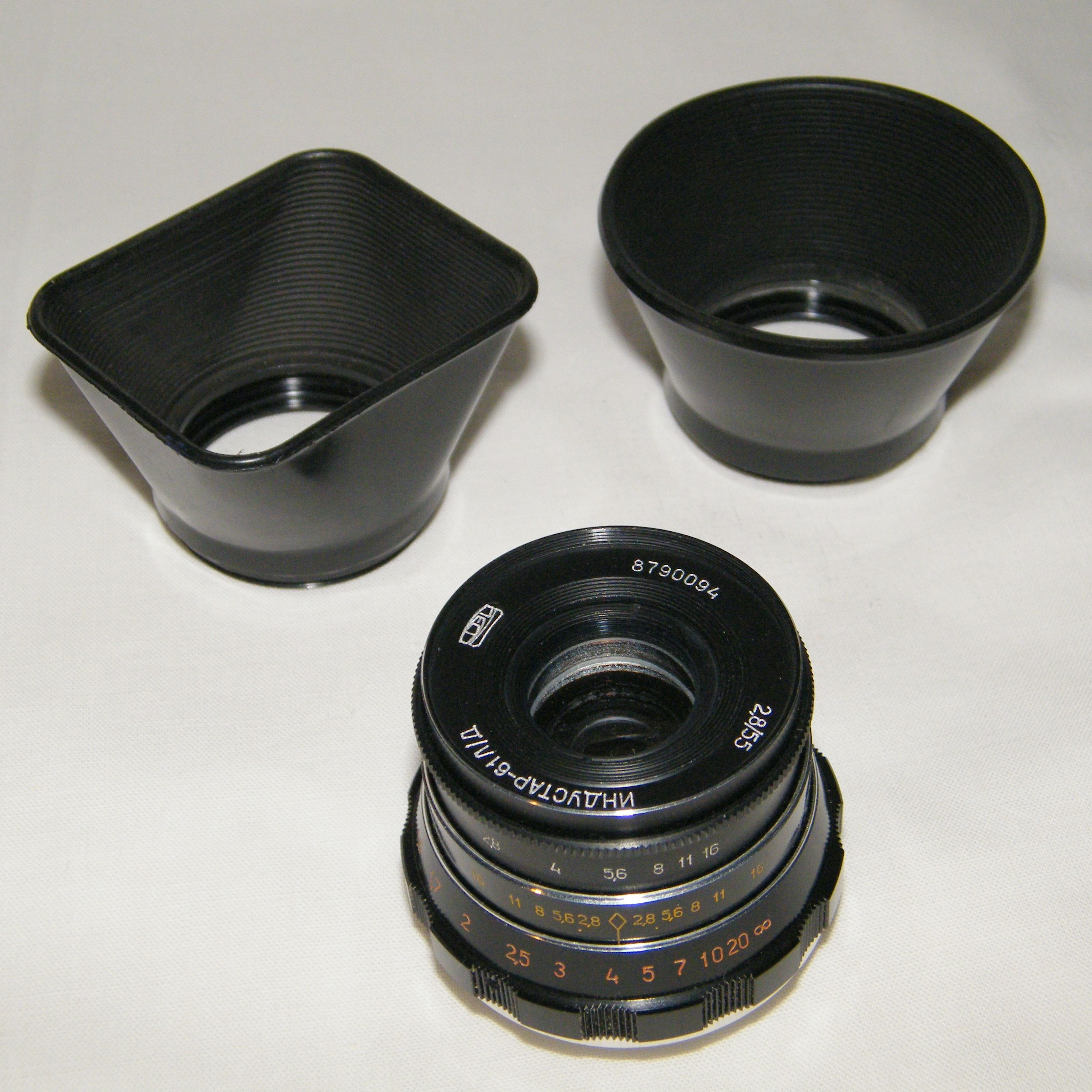
Об'єктив «Индустар»-61 Л/Д і бленди до нього

Бленда (нім. Blende, походить від нім. blenden — затуляти) — додатковий аксесуар до об'єктиву або частина його оправи, яка застосовується для боротьби з бліками та паразитним засвіченням при фотографуванні в складних умовах освітлення.

## Застосування
Цей пристрій є тонкостінною полою насадкою конічної, пірамідальної або циліндричної форми, або складнішої пелюсткової конструкції для запобігання віньєтуванню. Пелюсткові бленди часто використовуються на зум-об'єктивах. Як правило, на ширококутному и надширококутному об'єктивах використовують пелюсткові бленди з метою запобігання віньєтуванню на кутах кадру. На об'єктивах з передньою лінзою, що обертається, можна застосовувати тільки круглу бленду.
Практично, через різницю в куті зору, діаметрі переднього компонента об'єктива, для кожного конкретного об'єктива необхідно проектувати або підбирати бленду індивідуальної форми. Універсальні бленди не виробляються.

## Варіанти конструкцій

### Зовнішні бленди
- Бленди для фото об'єктивів виробляються з пластику, іноді — з гуми або металу. Часто, бленди кріпляться на різьбу для фільтрів або вкручуються на спеціальну різьбу, яка передбачена виключно для них. Бленди можуть бути вбудовані в об'єктив, кріпитися до байонету та мати інші варіанти конструкції. Бленди, що входять до комплекту об'єктивів, часто мають два положення — «транспортне» (в цьому випадку бленда перевертається і обіймає об'єктив, чим додатково захищає об'єктиви від механічних ушкоджень) і «робоче».
- Спеціально, більшість бленд виготовляють м'якими і неміцними, у порівнянні з оправою оптики. Це робиться для того, щоб можливі механічні ушкодження на себе брала бленда, а не об'єктив.
- Існують також розкладні бленди, але цей тип конструкції малопоширений.

### Внутрішні бленди
В деяких типах об'єктивів та інших оптичних систем, конструктори інсталюють внутрішні бленди, завдання яких обмежувати паразитні перевідображення всередині приладу. Такою є конічна бленда в середині дзеркально-лінзових об'єктивів «Рубинар».